# Minerva Press
Pour les articles homonymes, voir Minerva.
Minerva Press est le nom d'une maison d'édition anglaise connue pour son influence dans le développement de la littérature sentimentale et du roman gothique à la fin du XVIIIe et au début du XIXe siècle.

## Histoire
Elle fut créée par William Lane (1745?-1814) et sise au no 33 de Leadenhall Street, à  Londres, où il avait installé sa bibliothèque de prêts vers 1790. C'est là qu'il fit paraître et diffusa une série d'œuvres romanesques et gothiques qui firent sa fortune. 
Parmi ses auteurs réguliers se trouvaient des romancières telles que Regina Maria Roche (The Maid of Hamlet, 1793 ; Clermont, 1798) ; Eliza Parsons (The Castle of Wolfenbach, 1793 ; The Mysterious Warning, 1796) ; ou Eleanor Sleath (The Orphan of the Rhine, 1798). Six des sept romans gothiques cités par l'héroïne de Jane Austen, Isabella Thorpe (Northanger Abbey) sont sortis des presses de William Lane.  De nombreux romanciers (ou romancières) préfèrent garder l'anonymat. C'est le cas des auteurs de  Count Roderic's Castle (1794), The Haunted Castle (1794), The Animated Skeleton (1798) et The New Monk (Le Nouveau Moine) (1798).  Tous ces auteurs sont aujourd'hui tombés dans l'oubli et le succès de la maison n'a pas survécu à la disparition de son fondateur. 
Lane fut remplacé par son associé, Anthony King (A.K.) Newman, qui abandonna petit à petit le nom Minerva  au cours des années 1820. Les ouvrages publiés par la suite portent la mention A. K. Newman & Co. sans autre référence aux éditions Minerva. 
Le nom a été brièvement réemployé par un éditeur du XXe siècle mais sans rapport avec la maison originelle.

## Postérité littéraire
La romancière britannique Georgette Heyer, qui s’est illustrée dans le genre Regency novel, romans historiques ayant pour décor la régence anglaise, fait plusieurs fois allusion à cette maison d’édition, notamment dans Sylvester. 